# José María de Hoyos y Vinent
José María de Hoyos y Vinent de la Torre O'Neill (Madrid, 15 de mayo de 1874-Madrid, 1 de abril de 1959) fue un noble, militar y político español, alcalde de Madrid entre 1930 y 1931. Ostentó los títulos nobiliarios de III marqués de Hoyos, IV de Vinent y III de Zornoza; III  vizconde de Manzanera y gentilhombre grande de España del rey Alfonso XIII.

## Biografía
Nacido el 15 de mayo de 1874 en Madrid, fue hijo de Isidoro de Hoyos y de la Torre, embajador de España en Viena, y de Isabel de Vinent y O'Neill, dama de la Orden de las Damas Nobles de la Reina María Luisa.
Se casó en 1902 con Isabel Sánchez de Hoces, marquesa de la Puebla de los Infantes, grande de España, dama de las reinas María Cristina y Victoria Eugenia.
Con diecisiete años ingresó en la Academia General Militar, de la que pasó a la de Artillería en 1893. Obtuvo el empleo de primer teniente en 1896 y ascendió por antigüedad hasta el grado de coronel en enero de 1931, retirándose voluntariamente en abril de ese mismo año.
Desde 1901 fue edecán de Carlos María de Borbón, esposo de María de las Mercedes, princesa de Asturias y hermana mayor del futuro Alfonso XIII.
Fue comisario regio y presidente de la Asamblea de la Cruz Roja Española desde 1923 hasta 1931, así como senador electo en 1921 y consejero de Estado desde 1930. Entre 1927 y 1930 fue miembro de la Asamblea Nacional Consultiva de la dictadura de Primo de Rivera.
Nombrado alcalde de Madrid el 10 de febrero de 1930, ejerció el cargo durante cerca un año. Fue designado ministro de la Gobernación en el gabinete de Juan Bautista Aznar, último gobierno de la monarquía alfonsina, ejerciendo el cargo entre el 18 de febrero y el 14 de abril de 1931. Dejó escritas unas memorias, tituladas Mi testimonio, sobre su actuación en el ministerio y los sucesos previos a la caída de la monarquía y el advenimiento de la República.
Falleció el 1 de abril de 1959 en Madrid.